# Virtuelles Rathaus
Virtuelle Rathäuser können innerhalb der E-Administration als ein Teilbereich der Webpräsenz einer Kommune angesehen werden, der die Dienstleistungen der Kommune bündelt.
In virtuellen Rathäusern sind Content-Management-Systeme fester Bestandteil.

## Anforderungen
Bürger, Unternehmen und die Kommune selbst sind an einem optimalen Gesamteindruck mit einfachen Zugriffsmöglichkeiten (z. B. über Lebenslagen) der Webpräsenz interessiert. Aber auch die Art der Dienstleistungen (Informations-, Kommunikations- bzw. Transaktionsdienstleistungen) spielen eine Rolle. Hierbei ist man insbesondere an Transaktionen (z. B. vollelektronische Formulare basierend auf Fachverfahren) interessiert.
Eine wichtige rechtliche Grundlage virtueller Rathäuser ist durch die Anpassung der Verwaltungsverfahrensgesetze an die elektronische Kommunikation in den Jahren 2001 bis 2004 geschaffen worden. Die elektronische Signatur ist nunmehr als Ersatz der mit der Hand ausgeführten Unterschrift anerkannt und ermöglicht grundsätzlich rechtsverbindliche und rechtssichere Transaktionen. Mangels Verbreitung der notwendigen Signaturkarten in der Bevölkerung ist die Bedeutung elektronischer Signaturen für virtuelle Rathäuser allerdings noch sehr gering.